# Sigmatismo
El sigmatismo interdental o sigmatismo (del griego sigma, 'Σ') es un tipo de dislalia selectiva (incapacidad para pronunciar correctamente ciertos sonidos) consistente en la sustitución de los sonidos sibilantes (como el sonido /s/), por sonidos interdentales (como el sonido /θ/). No debe confundirse con el ceceo dialectal aunque tenga similitud en cuanto a la pronunciación. El ceceo deriva de una configuración específica del sistema fonológico por evolución histórica dialectal en zonas geográficas concretas, particularmente de ciertas zonas de Andalucía en el caso del español, mientras que el sigmatismo puede darse en población dislálica de todo el mundo. 